# Костел св. Франциска Салезего в Кракові
50°04′06″ пн. ш. 19°56′13″ сх. д. / 50.0684° пн. ш. 19.937° сх. д.
Костел св. Франциска Салезего (пол. Kościół św. Franciszka Salezego)  — історичний римо-католицький костел та монастир візитацій, що на розі вул. Кроводерській, 16 та площі Біскупу у Кракові .
Будівництво почалося в 1692 році, після того, як краківський єпископ Ян Малаховський привіз до Кракова орден візитацій у 1681 році. У 1695 році будівництво за планами Яна Соларі було завершено. Костел відремонтував у 1875—1876 роках Томаш Прилінський .
Фасад костелу безбаштовий і увінчаний трикутним фронтоном. Нава перекрита бочковим склепінням на аркових підпорах.
Багатий бароковий інтер'єр з розписами, що зображують сцени з життя св. Франциска Сальського та Йоанни де Шанталь (засновниці Сестер Візитацій), а в скарбниці є також багато літургійних тканин та риз XVIII ст. У костелі знаходиться чудотворний образ Матері Божої Неустанної Помочі, увінчаний папськими коронами в 1929 році. Тут був висвячений Август Глонд, пізніший примас Польщі. У саду є також барокові каплиці, наприклад дерев'яна каплиця з Голгофою . На стіні монастиря встановлено сонячний годинник, на якому написано «Життя — короткий сон» .

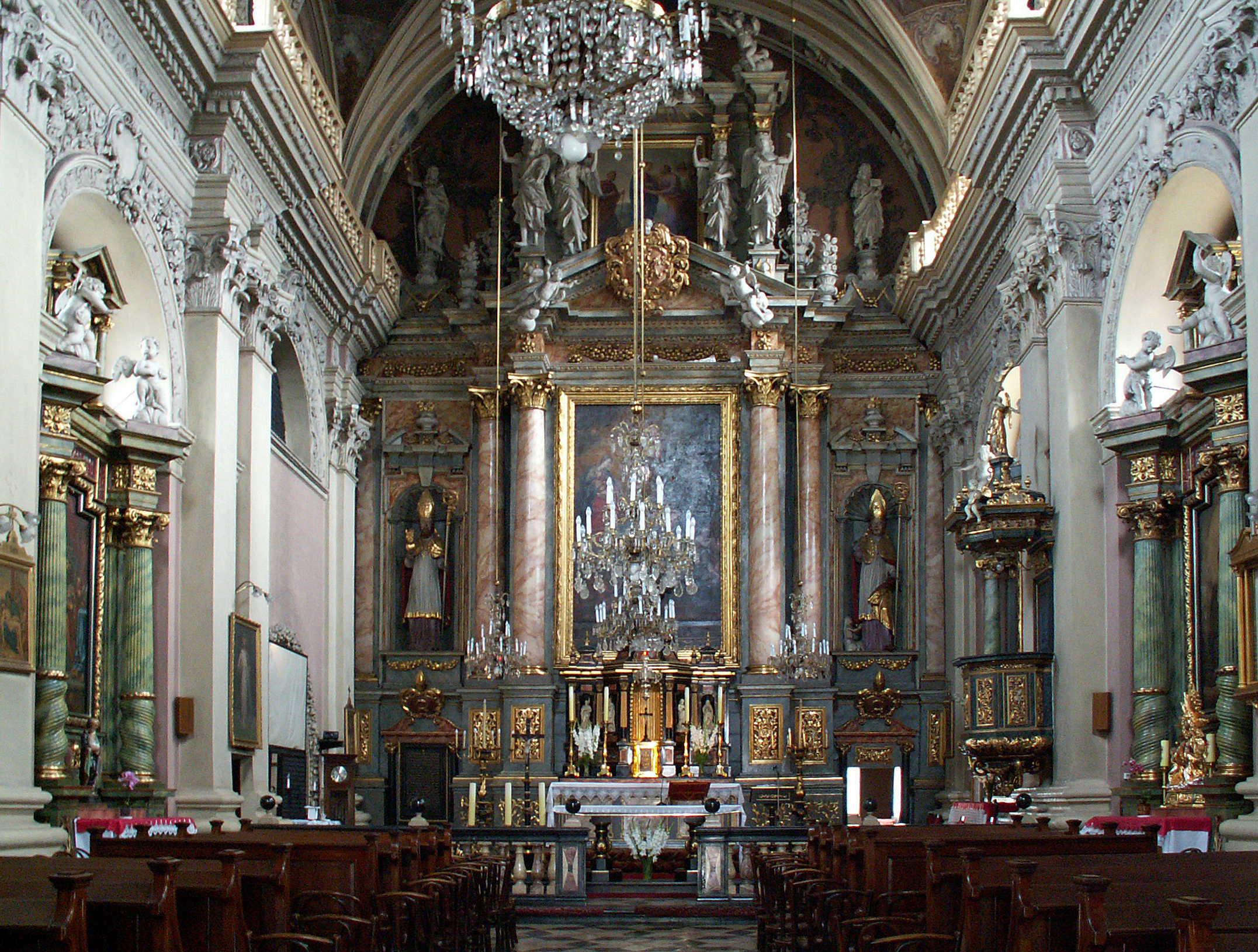
Інтер'єр костелу

У костелі було поховано серце Станіслава Малаховського — губернатора Познані та племінника засновника. З 1976 р. і до самої смерті працював відомий священик о. Мечислав Малінський.
18 лютого 1995 року в костелі вінчалися майбутній президент Польщі Анджей Дуда та Агата Корнгаузер-Дуда .

## Визначні дні
- 24 січня — св. Франциска Сальського
- 9 травня — св. Фруктуозего
- 31 травня — Відвідини Пресвятої Богородиці (покрова сестер)
- Урочистість Найсвятішого Серця Ісуса (пересувне свято)
- 12 серпня — св. Йоанна Франциска де Шанталь (перенесено на наступну неділю)
- 14 жовтня — свт. Мавгожати Марії Алакок